# Acidofiel
Acidofiele organismen zijn organismen die onder zeer zure omstandigheden leven, vaak met een pH lager dan 2,0. Acidofielen bevinden zich onder meer onder de archaea, bacteriën en eukaryoten. Het micro-organisme Picrophilus oshimae (een archaea) kan bijvoorbeeld overleven in hete bronnen met een (negatieve) pH tot −0,06.

## Fotogalerij

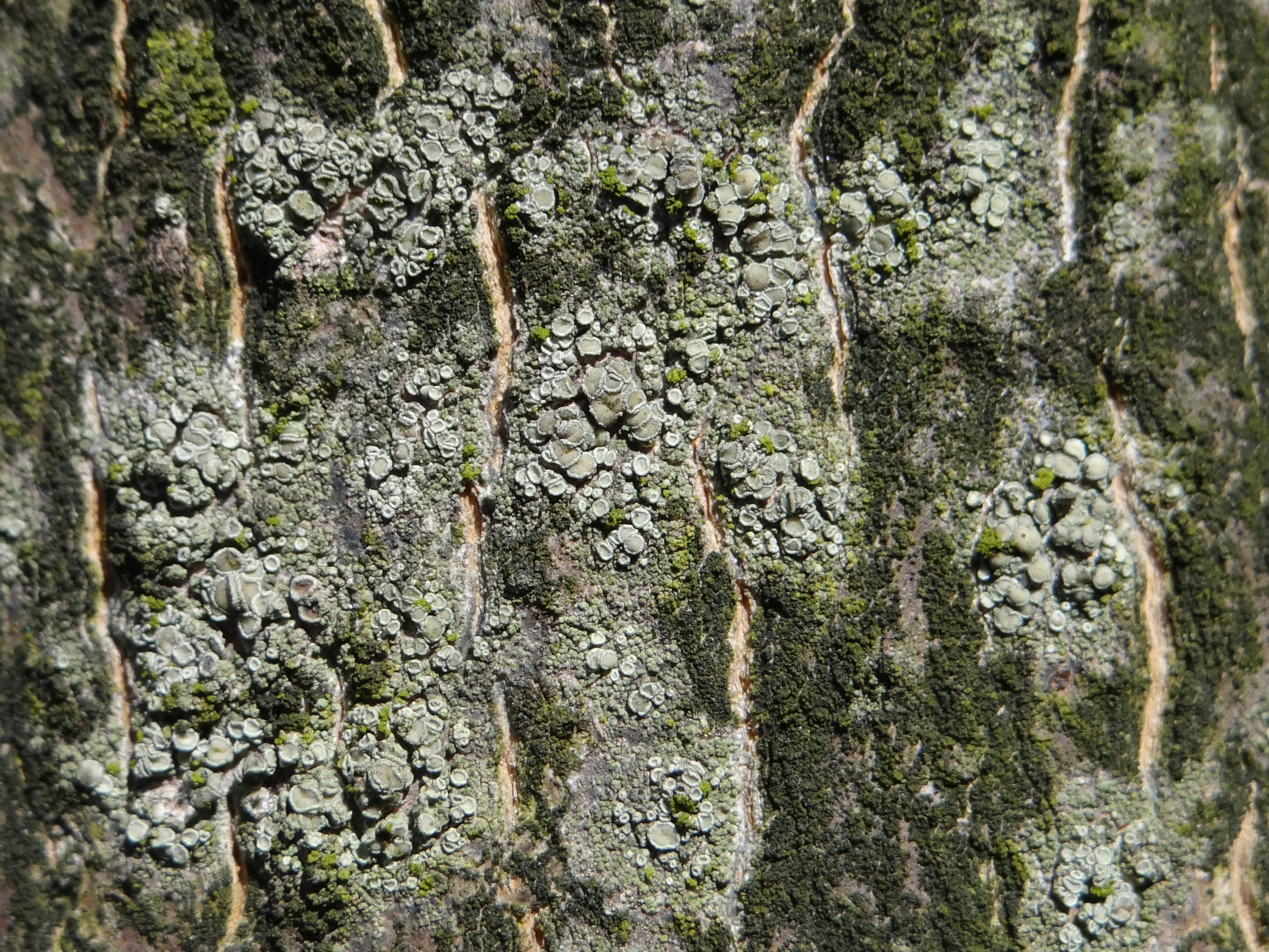
Groene schotelkorst, een acidofiel korstmos.
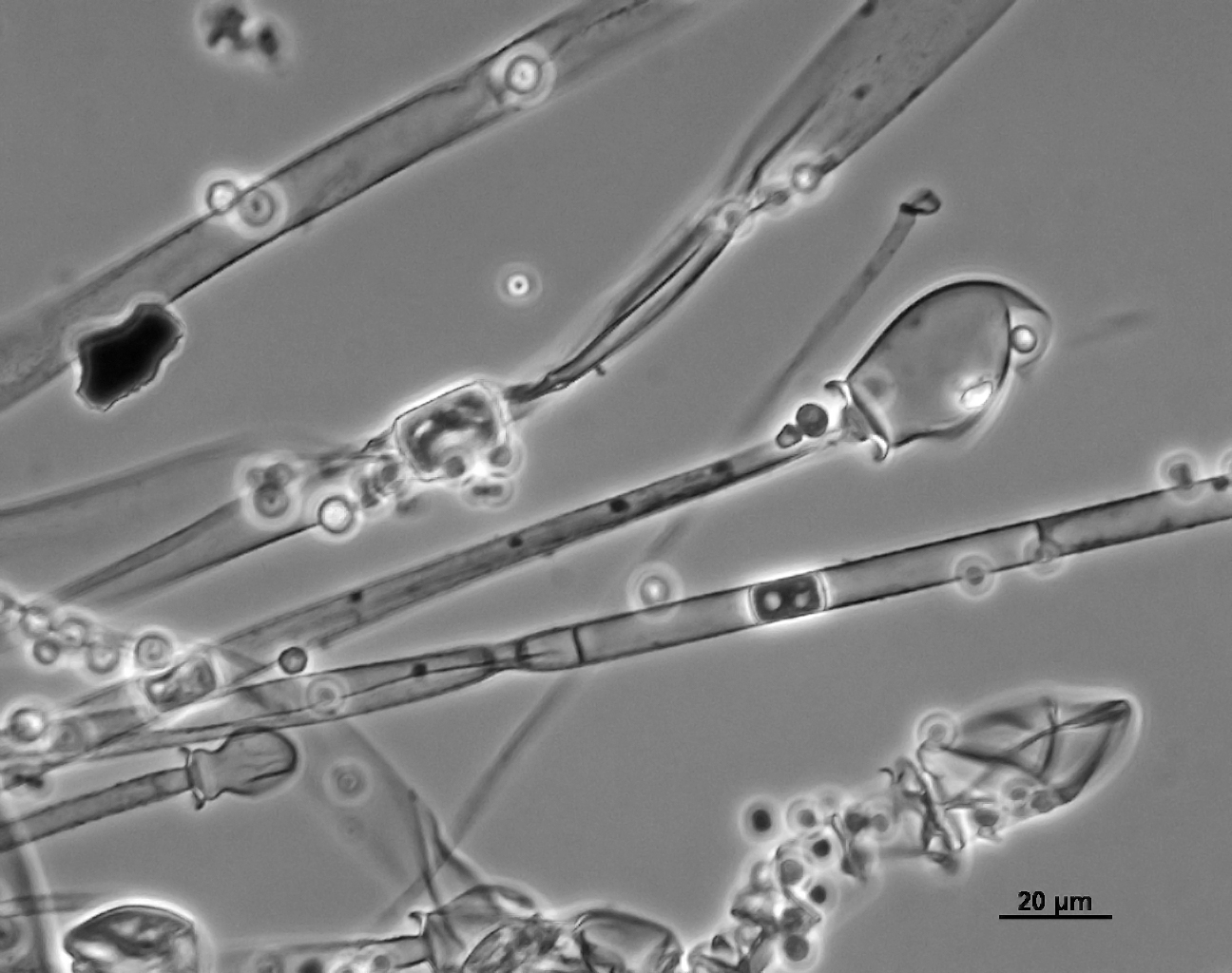
Mucor racemosus, een acidofiele schimmel.
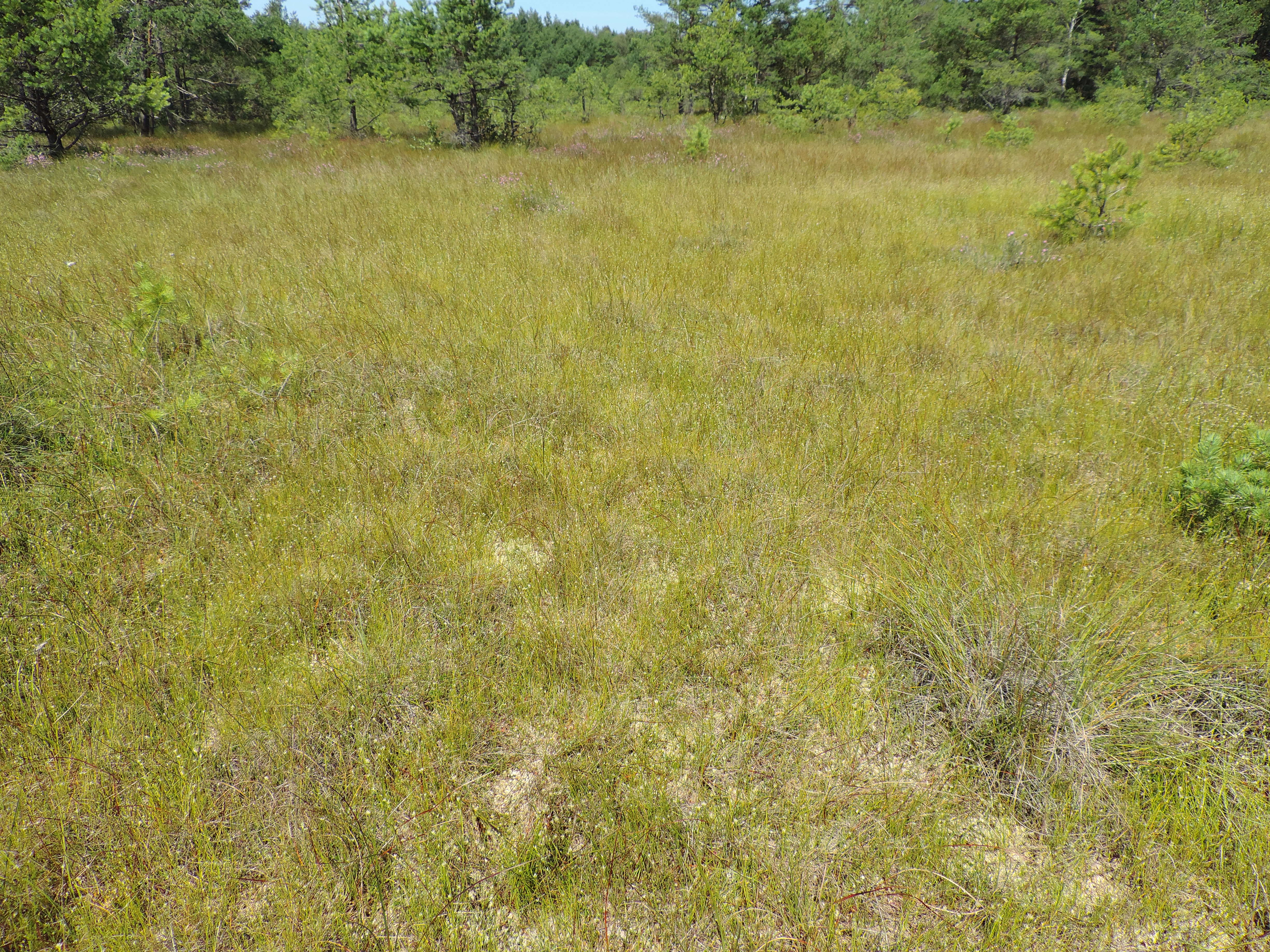
De associatie van veenmos en snavelbies, een acidofiel vegetatietype.